# بوني أولام
بوني أولام (بالعبرية: בוני עולם- "بناة العالم") تقع في بروكلين، يوجد بها منظمة إعفاء ضريبي مقرها في نيويورك و التي تساعد الأزواج اليهود الذين يعانون من العقم.